# Jean François (peintre)
Jean François est un peintre français du XVIIe siècle, frère du peintre Guy François, dont l’essentiel de l’œuvre fut réalisé à Rome . Il est aujourd’hui pratiquement inconnu du public et des spécialistes. Les attributions de tableaux à ce peintre sont discutées,.

## Biographie

### Le peintre invisible
Né cadet, il doit laisser la place dans sa ville à son frère aîné Guy François, et lui abandonner même l’avantage de « signer » ses propres œuvres lors de ses brefs séjours. Établi à Rome où il est reconnu par les plus grands, peut-être aussi à Naples et à Toulouse, il est oublié par la postérité qui attribue à d’autres peintres la totalité de ses productions. Son dernier tableau, le seul qui porte son paraphe, lui a été paradoxalement contesté par des historiens de l’art.

### Dans l’ombre de la reine
Jean François naît au Puy-en-Velay le 20 novembre 1580. Il est le fils cadet d’Armand François, chaudronnier, et de Madeleine de Licques. Le père ne semble pas être un simple artisan mais plutôt un bourgeois, le tombeau familial se trouvant dans l’église des Carmes. Son frère Guy François est né peu d’années auparavant (les actes de baptêmes ont disparu pour cette période). Ils ont un cousin, Claude François, maître de Chœur à la cathédrale du Puy et également musicien, secrétaire et amant de la reine Marguerite de Valois, en exil doré au château d’Usson. Sa faveur s’étend à toute sa famille, oncles et tantes, et il est probable que Guy et Jean comptent parmi les enfants invités à chanter à la « cour » sur les « vers et stances très belles » composés par la reine et mis en musique par Claude. Ils fréquentent aussi dans les années 1590 l’atelier du principal peintre local, Josué Parier, le futur beau-père de Jean Chalette. Le départ pour Rome des deux artistes put coïncider avec la disgrâce de leur cousin en 1601 et au plus tard le départ de Marguerite pour Paris en 1605.

### L’atelier de Carlo Saraceni
La présence de Guy est attestée à Rome en 1608, alors qu’il verse un double écot, à l’Académie de Saint-Luc, ce qui suggère que celui-ci contient la part de son frère. À cette date, il a pour le moins 30 ans et Jean a 28 ans. L’un et l’autre, si l’on en croit leurs productions, assurée pour Guy, plus hypothétique pour Jean, fréquentent l’atelier de Carlo Saraceni, sans doute depuis plusieurs années. Pour la suite, il nous reste surtout le témoignage des dates. En 1612, Guy retourne au Puy où Josué Parier est mort le 1er janvier, laissant libre une place que Chalette pourrait convoiter, si l’on en croit les efforts des capitouls pour le retenir à Toulouse. En 1615 (4 octobre), il est toujours au Puy où il se marie. Peu après, selon toute apparence, il part pour Rome où son frère est demeuré et rejoint l’atelier de Saraceni.  Le 5 janvier 1620, Jean François est signalé nommément pour la première fois à Rome et c’est à l’occasion de sa réception comme académicien de Saint-Luc. Le 11 janvier, Guy François est de nouveau au Puy. Carlo Saraceni, retourné à Venise, y meurt le 16 juin.

### Vouet, Mellan, Mellin et les autres
Le 15 janvier 1622, Jean François est signalé au Puy. C’est l’année du grand jubilé - le Vendredi Saint coïncide avec la fête de l’Annonciation, un événement qui n’a pas été célébré depuis 98 ans - et il peut en la circonstance n’avoir quitté la ville qu’après les cérémonies, soit au plus tôt en avril. Peut-être y est-il resté plus longtemps. Le 20 octobre 1624, il est à Rome et assiste à l’élection de Simon Vouet comme « prince » de l’Académie de Saint-Luc. Il fait alors partie du groupe d’artistes réunis autour du jeune maître, lesquels quelques jours plus tard se réunissent pour la nomination d’un procureur. Les témoins de l’acte notarié sont Pompeo Vezzi, le futur beau-père de Vouet, et Jean François. Ses contacts avec Vouet se confirment encore en 1625 lorsqu’il se retrouve chez lui en compagnie de Charles Mellin et Claude Mellan. Félibien confirme les liens entre ces artistes en signalant (par erreur) que « Charles Meslin dit le Lorrain, François Dupuis d’Auvergne, & Jacques L’Homme (…) avoient étudié à Rome sous Simon Vouët ». Nous rencontrons ici le nom sous lequel Jean François est parfois désigné pour être distingué de son frère, « François Dupuy ». Claude Mellan, arrivé à Rome en 1624, grave la première œuvre attestée (mais non retrouvée) de Jean François, Saint François de Paule en prière, laquelle nous offre une première image de ses apôtres serrés dans des manteaux à larges plis. Il n’est pas indifférent de noter que l’original de cette gravure ait été longtemps attribué à Vouet. Le 29 juin 1627, Jean François participe encore à l’assemblée de l’Académie de Saint-Luc au cours de laquelle Vouet, démissionnant de son titre de « prince », annonce son prochain retour à Paris. L’année suivante nous apprenons qu’il partage son logement avec Claude Mellan.

### Le Puy, Toulouse, Paris…
En 1629, il est au Puy, à la suite du décès de son père, afin de régler des problèmes de succession. Il semble alors reprendre sa collaboration avec son frère et la précieuse Adoration des bergers de Gannat dont il est indiscutablement l’auteur, - elle est sans doute à l’origine de l’attribution à Guy François, qui en est le « signataire », des tableaux que Roberto Longhi réunira plus tard sous le nom du « Maître du Jugement de Salomon » - est datée de 1630. C’est précisément en cette même année que Guy met fin a un contrat d’apprentissage, sans doute pour quitter la ville où la peste sévit, et où il ne réapparaîtra que plusieurs années plus tard. De son côté, Jean n’est signalé à Rome qu’en 1634, sur la paroisse de Santa Maria del Popolo : « Giovanni pittore francese / Claudio / Nino / Francesco pittori francesi ». Il est peut-être accompagné de son fils Claude qui serait également peintre. Pendant les années suivantes, Jean ne semble plus séjourner à Rome. Est-il retourné définitivement au Puy comme collaborateur de son frère ? En 1649, il signe sous le nom de « Jean François du Puy » Le Souper d’Emmaüs (musée des Augustins) destiné aux Chartreux de Toulouse,. C’est sa seule signature connue. En 1650, il meurt à Paris avant le 5 octobre. Guy meurt à son tour, au Puy, entre le 5 octobre et le 12 décembre de la même année. Jean a un héritier, son fils Claude, déjà cité,. En 1658, dans son ouvrage le Songe énigmatique sur la peinture universelle, le peintre Hilaire Pader cite parmi les artistes qu’il a connus, à Rome ou à Toulouse, « François du Puy ».

## Quelques tableaux de Jean François
[réf. nécessaire]
Parmi les tableaux attribués à Jean François, certains ont reçu une confirmation. Ils sont au nombre de quatre, et non des moindres.
- Le Saint François en méditation du musée de Padoue, encore saracénien, vers 1620
- le Saint Matthieu (C.P. Paris) vers 1625
- le ribéresque Saint Jérôme et l’ange du Jugement (Bordeaux, église Saint-Bruno), pendant du Saint-Bruno à Squillace de Guy François, après 1626
- le Souper à Emmaüs (Nantes, musée des Beaux-Arts), influencé par Nicolas Tournier, avant 1630[21],[22].

D’autres sont encore discutés par les historiens de l'art. Parmi les principaux :
Pour Jean Penent, sont attribués à Jean François : Adoration des bergers (Gannat) ; Saint Bonaventure (Nyons) ; Reniement de saint Pierre (Rome, Corsini) ; Jugement de Salomon (Rome, Farnèse) ; Apôtres (Florence) ; Adoration des Bergers (Gannat) ; Souper à Emmaüs (Toulouse) ; Suzanne et les vieillards (Sant-Diego).

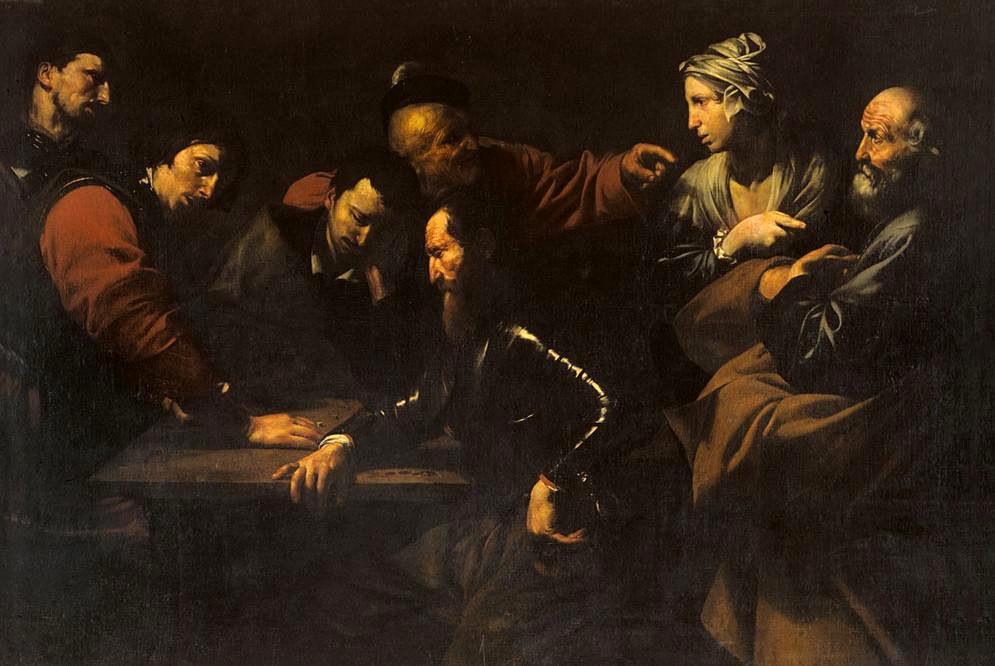
Le Reniement de saint Pierre (Rome, Corsini)

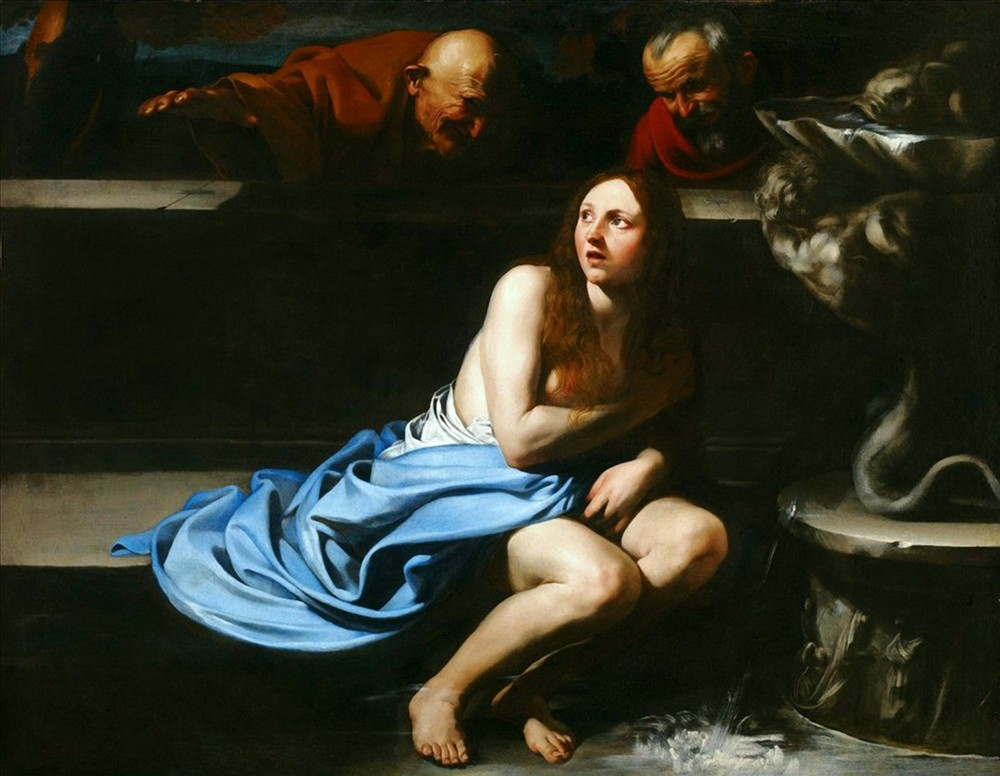
Suzanne et les vieillards, Musée d'Art de San Diego

Pour Bruno Saunier, parmi les précédents, sont attribués à Guy François : Adoration des bergers (Gannat) ; Saint Bonaventure (Nyons) ; Adoration des Bergers (Gannat) ; attribué à Jean II François :  Souper à Emmaüs (Toulouse).

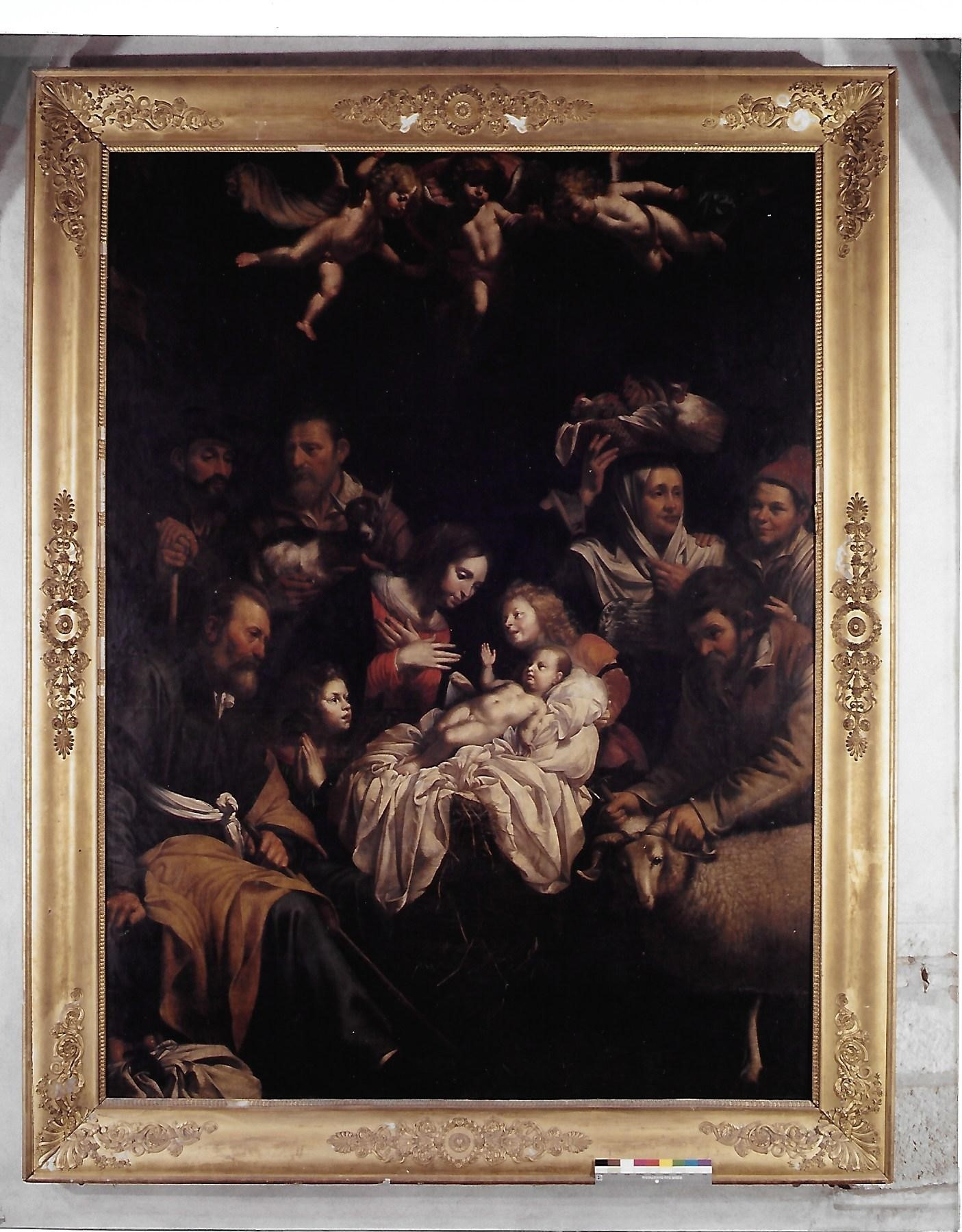
L'Adoration des bergers (Gannat)

Pour Gianni Papi,, parmi les précédents, sont attribués à Josep Ribera : Reniement de saint Pierre (Rome, Corsini) ; Jugement de Salomon (Rome, Farnèse) ; Apôtres (Florence) ; Suzanne et les vieillards (San Diego).